# Negro Matapacos
Negro Matapacos (pol. Czarny Zabójca Glin; ur. ?, zm. 26 sierpnia 2017 w Santiago) – nierasowy pies, który zyskał sławę dzięki udziałowi w protestach ulicznych, które miały miejsce w Santiago w Chile w 2011. Później, podczas chillijskich protestów w latach 2019–2020, stał się symbolem walki o godność i oporu wobec brutalności policji. Nazwany „chilijskim Loukanikosem” ze względu na podobieństwo uczestniczenia w ulicznych protestach.
Poświęcono mu wiele graffiti i rzeźb wykonanych w całym kraju, a nawet za granicą, podczas protestów Decolonize This Place w Nowym Jorku w 2019, gdzie używano wizerunku psa. Negro Matapacos wyróżniał się czarnym futrem, lekko oklapniętymi uszami i czerwoną chustą zawiązaną na szyi, chociaż niekiedy nosił też niebiesko-białą, którą zakładała na niego jego właścicielka.
Jego imię wzięło się od hiszpańskiego matar (zabić) i paco, co w chillijskim slangu oznacza „policjanta”.

## Życiorys
Pies pierwotnie nosił imię El Negro, które nadała mu jego właścicielka María Campos. Stał się znany wśród studentów Santiago, głównie na Universidad de Santiago de Chile (Usach), Universidad Tecnológica Metropolitana (UTM) i Universidad Central de Chile (Ucen), podczas studenckich protestów w 2011. Sławę zyskał z regularnego udziału w ulicznych demonstracjach i oszczekiwania oraz atakowania „pacos”, czyli funkcjonariuszy Carabineros de Chile. Takie zachowanie zwierzęcia spotkało się z sympatią demonstrantów.
Chociaż Negro Matapacos był uważany za bezpańskiego psa, ze względu na ciągłą obecność w różnych siedzibach uczelni i ulicach Santiago, to w rzeczywistości był pod opieką Maríi Campos, która adoptowała go w 2009. W swoim mieszkaniu trzymała dla niego posłanie, karmiła go, zawiązywała na szyi chustki, a przed każdym wypuszczeniem z mieszkania udzielała błogosławieństwa. Znane są co najmniej dwa incydenty, w których pies został ranny: walka z innym psem na UTM oraz przejechanie przez samochód policyjny podczas obecności na Universidad Alberto Hurtado.
Negro Matapacos zmarł 26 sierpnia 2017 w obecności personelu weterynaryjnego i opiekunów. Powodem śmierci był sędziwy wiek psa. Różne źródła podają, że w chwili śmierci pozostawił 32 szczeniąt z 6 różnymi psami.

## W kulturze
W grudniu 2013 ukazał się dokument Matapaco, zrealizowany przez Víctora Ramíreza, Carolinę Garcíę, Nayaretha Naina, Francisco Millána i Sergio Medela z EnMarcha Films, który zdobył nagrodę dla najlepszego filmu dokumentalnego na festiwalu Santo Tomás w Viña del Mar.
Podczas chilijskich protestów w 2019 wizerunek Negro Matapacosa ponownie zyskał rozgłos, zaczął pojawiając się na różnych plakatach, naklejkach, muralach i rzeźbach z masy papierowej, a nawet padały prośby o zamontowanie posągu psa w miejscu publicznym. Powstała również gra Negro Matapacos stworzona przez Nemoris games.
Hołdy składano również poza Chile, na przykład w Japonii 14 listopada 2019, posąg Hachikō przed stacją Shibuya w Tokio został ozdobiony czerwoną chustą, podobną do tej, którą nosił Negro Matapacos. 18 listopada 2019 w ten sam sposób ozdobiono pomnik Balto w Central Parku w Nowym Jorku. 1 listopada tego samego roku, podczas masowych protestów w nowojorskim metrze, na znak protestu przeciwko policyjnym represjom wobec uchylających się od opłat, na stacjach tego miasta pojawiło się wiele naklejek z wizerunkiem Negro Matapacosa skaczącego przez kołowrót.
15 listopada 2019 roku na placu Plaza a la Aviación de Providencia zainstalowano dużej wielkości rzeźbę przedstawiającą Negro Matapacosa, stworzoną przez artystę Marcela Solá. Została ona dwukrotnie zdewastowana: we wczesnych godzinach 26 listopada pomalowano ją na zielono – kolor charakterystyczny dla Carabineros de Chile; a następnego dnia podpalono i zniszczono, na co protestujący zareagowali wypełniając szkielet rzeźby roślinami i kwiatami. Później Solá wraz z rzeźbiarzami Fernando de Calisto i Jaime Torres stworzyli nową konstrukcję, tym razem wzmocnioną metalowymi płytami; mimo to rzeźbę ponownie zdewastowano i spalono. Finalnie została wystawiona w „Museo del Estallido Social”, przestrzeni stworzonej przy ulicy Dardignac 0106 i zainaugurowanej 3 listopada 2020, która ma na celu pokazanie różnych dzieł sztuki inspirowanych protestami z 2019.
W lutym 2020 ukazał się komiks El Negro tenía su historia autorstwa Michela Bonnefoy'a, opowiadający o historii Negro Matapacos.